# 滄白堂事件
滄白堂事件是國民政府與親共人士於政治協商會議期間發生的衝突事件。

## 历史
1946年1月10日，政治協商會議在重庆召开。1月11日，政治协商会议陪都各界协进会成立，並每晚在沧白堂集会，政协代表在此报告会议进展情况。到場群眾基本為千人以上。沈钧儒、郭沫若、王若飞、张东荪等人出席演講。张东荪談到要裁軍和軍隊國家化。會場內有人要求國民政府开放政权、保障人民的基本权利。會場氣氛引起國民政府的不滿。1月16日至1月19日，國民政府派人擾亂會場秩序，并打伤出席演讲的政协代表郭沫若、张东荪等人。